# AGL (bedrijf)
AGL was een Franse producent van race-motorfietsen die niet lang bestond.
A. Loupiac bouwde samen met zijn zoon deze Franse racemotor in 1950.
Het was een 250cc-eencilinder viertakt die het in Nationale wedstrijden redelijk deed maar vanwege de beperkte verkoopaantal werd de productie al snel beëindigd.